# Kusowo (województwo zachodniopomorskie)
Kusowo – wieś w Polsce położona w województwie zachodniopomorskim, w powiecie szczecineckim, w gminie Szczecinek. W pobliżu znajduje się rezerwat torfowiskowy Rezerwat przyrody Bagno Kusowo.